# Світлогорський район (Білорусь)
Світлогорський (Свєтлогорський) район (біл. Светлагорскі раён) — адміністративно-територіальна одиниця в Гомельської області Білорусі. Адміністративний центр — місто Світлогорськ.

## Географія
Площа району становить 1870 км² (11-те місце). Район межує із Жлобинським, Речицьким, Калинковицьким, Октябрським районами Гомельської області та Бобруйським районом Могильовської області.
Основні річки — Березина і її притоки Ола, Сведь і Жердянка, а також Іпа — притока Прип'яті.

## Історія
З 1639 року відомий Парицький двір — адміністративно-господарська територіальна одиниця, що містила в собі більшу частина сучасного Світлогорського району, у тому числі село Шатілки (тепер — м. Світлогорськ); центром Парицького двору було село Паричі (тепер — міське селище). Парицький двір перебував у складі Бобруйського староства.
Район утворений 17 липня 1924 року, як Парицький, центр — смт Паричі. У червні 1960 року центр району перенесений до смт Шатілки. 29 липня 1961 року селище Шатілки було перетворене на місто Світлогорськ, а район перейменований на Свєтлогорський.

## Демографія
Населення району — 93 тис. чоловік (по іншій оцінці 95 тис.; 3-те місце), у тому числі в міських умовах проживають 72 тис. чоловік. Усього налічується 103 населених пункти.

## Економіка
У районі є родовища таких корисних копалин, як нафта, кам'яна сіль (Давидовське родовище), легкоплавка глина, будівельний пісок і торф.
Основні підприємства:
- Світлогорське виробниче об'єднання «Хімволокно»

2007 на підприємстві працює більше 6,5 тисячі чоловік. Обсяг товарної продукції в 2007 році становив 224 млрд біл. рублів.
- Світлогорський целюлозно-картонний комбінат

у 2008 році збільшив виробництво на 7 % до 229 млрд біл. руб.
- Світлогорський завод залізобетонних виробів і конструкцій.
- Світлогорський завод збірного залізобетону № 11.
- Світлогорська друкарня.
- Світлогорська ТЕЦ.

## Транспорт
Через район проходять залізниця Жлобин — Калинковичі, автомобільні дороги Бобруйськ — Калинковичі й Бобруйськ — Речиця. Річкою Березина здійснюється судноплавство.

## Відомі особистості
У районі народився:
- Герменчук Ігор Іванович (1961—2002) — білоруський журналіст і громадський діяч (с. Страковичи).

## Визначні пам'ятки
- Здудицький кам'яний хрест

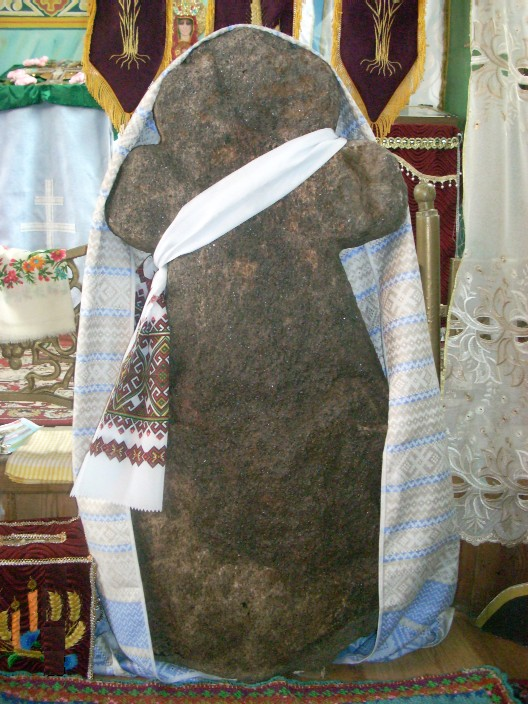
Здудицький кам'яний хрест

- На місці села Корольова Слобода-2 (Красновська сільрада) в 17 столітті існувало місто Казимир.